# Agente 077 missione Bloody Mary
Agente 077 missione Bloody Mary (conocida en español como Operación Loto Azul y La muerte espera en Atenas) es una película de espionaje de 1965 dirigida por Sergio Grieco. Es una coproducción internacional entre Italia, Francia y España.

## Argumento
Un B-26 que transporta una nueva arma nuclear más potente que las anteriores se estrella en Francia, no apareciendo entre sus restos la citada bomba. Temiendo una conspiración, el servicio secreto norteamericano encarga la misión a uno de sus mejores agentes. Éste se traslada a Europa, donde una organización llamada Azucena Negra le pone toda clase de trabas y dificultades. Sus investigaciones le llevan de ahí hasta Atenas, donde se producirá un inesperado desenlace…

## Reparto
- Ken Clark: Dick Malloy / Agente 077.
- Helga Liné: Elsa Freeman.
- Philippe Hersent: Heston, director de la CIA.
- Mitsouko: Fong.
- Franca Polesello: Amante de Malloy.
- Umberto Raho: Profesor Betz (bajo el nombre de «Umi Raho»).
- Susan Terry: Juanita.
- Mirko Ellis: Kosky.
- Antonio Gradoli: Lester (bajo el nombre «Anthony Gradwell»).
- Andrea Scotti: Shapiz, el taxista de Atenas (bajo el nombre de «Andrew Scott»).
- Giuseppe Addobbati: El general (bajo el nombre «John McDouglas»).
- Erika Blanc: Srta. Perry (bajo el nombre «Erika Bianchi»).
- Ignazio Leone: Zanov, agente soviético (sin acreditar).
- Peter Blades
- Brott Lyonel
- Alfredo Mayo
- Tomás Blanco
- Dario Michaelis
- Giuliano Raffaelli (bajo el nombre de «Julian Rafferty»)
- Pat Basil: sicario de Betz.
- Paul Mercey: asistente la sala de música.
- Nino Ferrer: cantante.

## Lanzamiento
La película se estrenó en 1965. Se estrenó en Brasil en 1967.